# Choqueuse-les-Bénards
 Choqueuse-les-Bénards  es una población y comuna francesa, en la región de Picardía, departamento de Oise, en el distrito de Beauvais y cantón de Crèvecœur-le-Grand.

## Demografía
| 91 | 73 | 45 | 58 | 62 | 60 |
| Para los censos de 1962 a 1999 la población legal corresponde a la población sin duplicidades (Fuente: INSEE [Consultar]) |    |    |    |    |    |